# Rue Villeneuve
La rue Villeneuve est une voie publique de la commune de Clichy, dans le département français des Hauts-de-Seine.

## Situation et accès

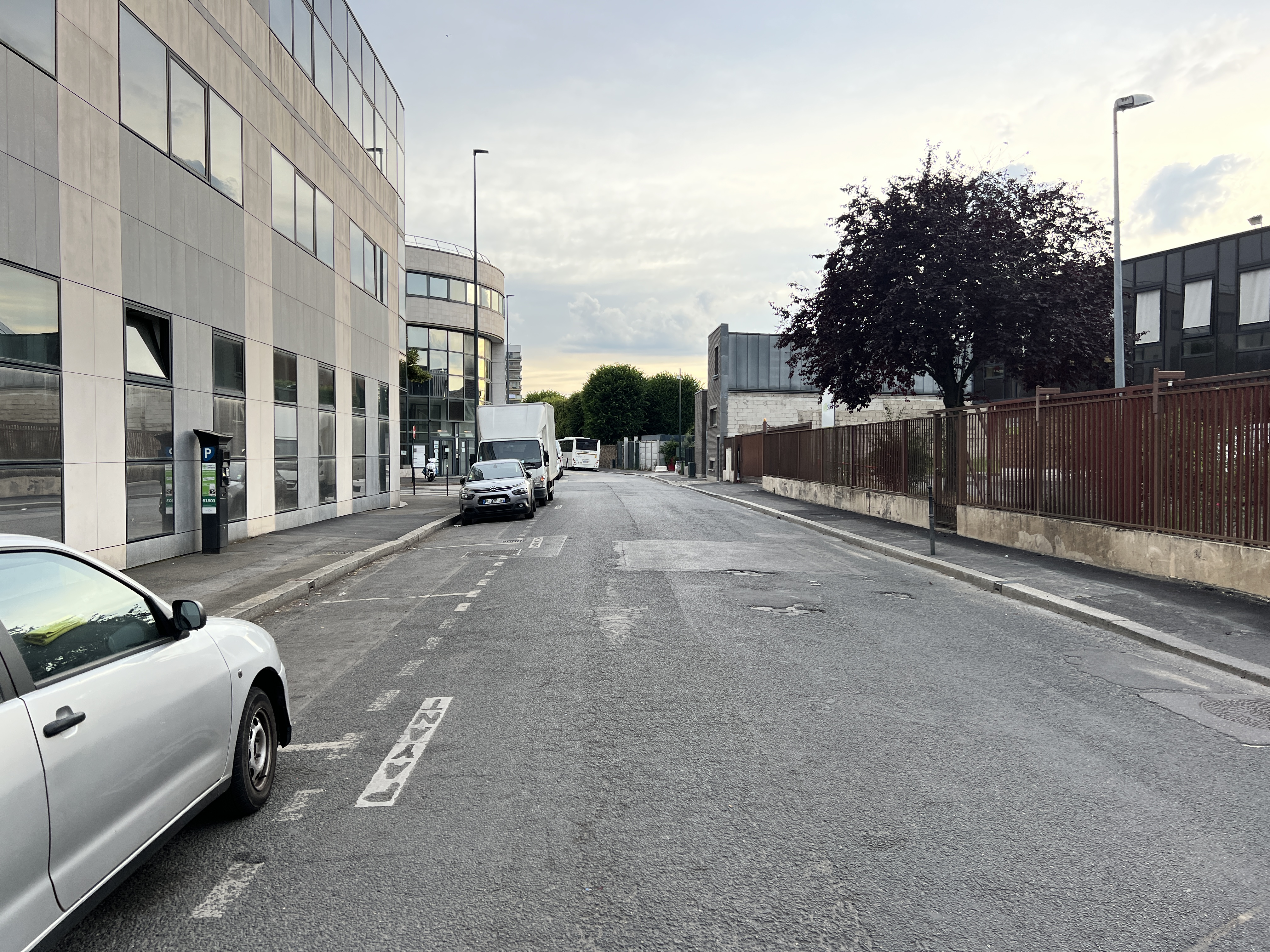
Rue Villeneuve - Clichy - Juin 2022.

Allant du sud-ouest au nord-est, cette longue rue traverse la ville. Elle croise notamment la rue Dagobert, la rue Martre, le boulevard du Général-Leclerc, la rue du Général-Roguet.
Elle est desservie par la station de métro Mairie de Clichy sur la ligne 13 du métro de Paris.

## Origine du nom

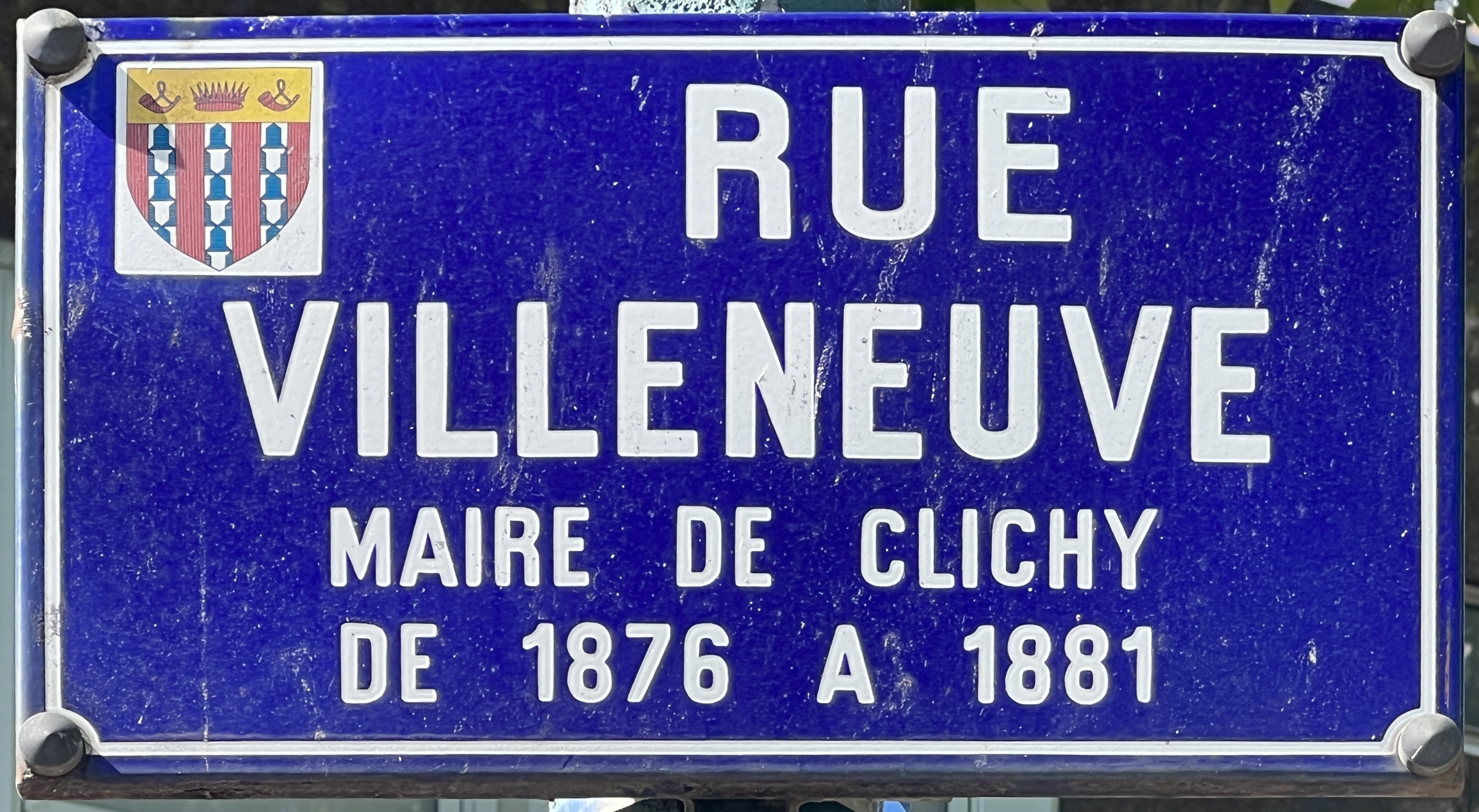
Plaque Rue Villeneuve - Clichy.

Cette rue tient son nom d'Émile Villeneuve, maire de la ville de 1876 à 1881. Bienfaiteur de la commune, il fit à la fin du XIXe siècle une donation d'un capital de 500 francs attribué à la Caisse des écoles.

## Historique
Elle fait partie de l'ancien chemin du Landy. En 2022 y sont lancés des travaux en vue de la construction d'un nouveau marché à dominante alimentaire. Des essais de piétonnisation de la rue y sont menés à l'été.

## Bâtiments remarquables et lieux de mémoire
- Hôtel de ville de Clichy.
- Jardin Jean-Moulin.
- Parc Roger-Salengro.
- Stade Georges-Racine.
- Cimetière nord de Clichy[7].

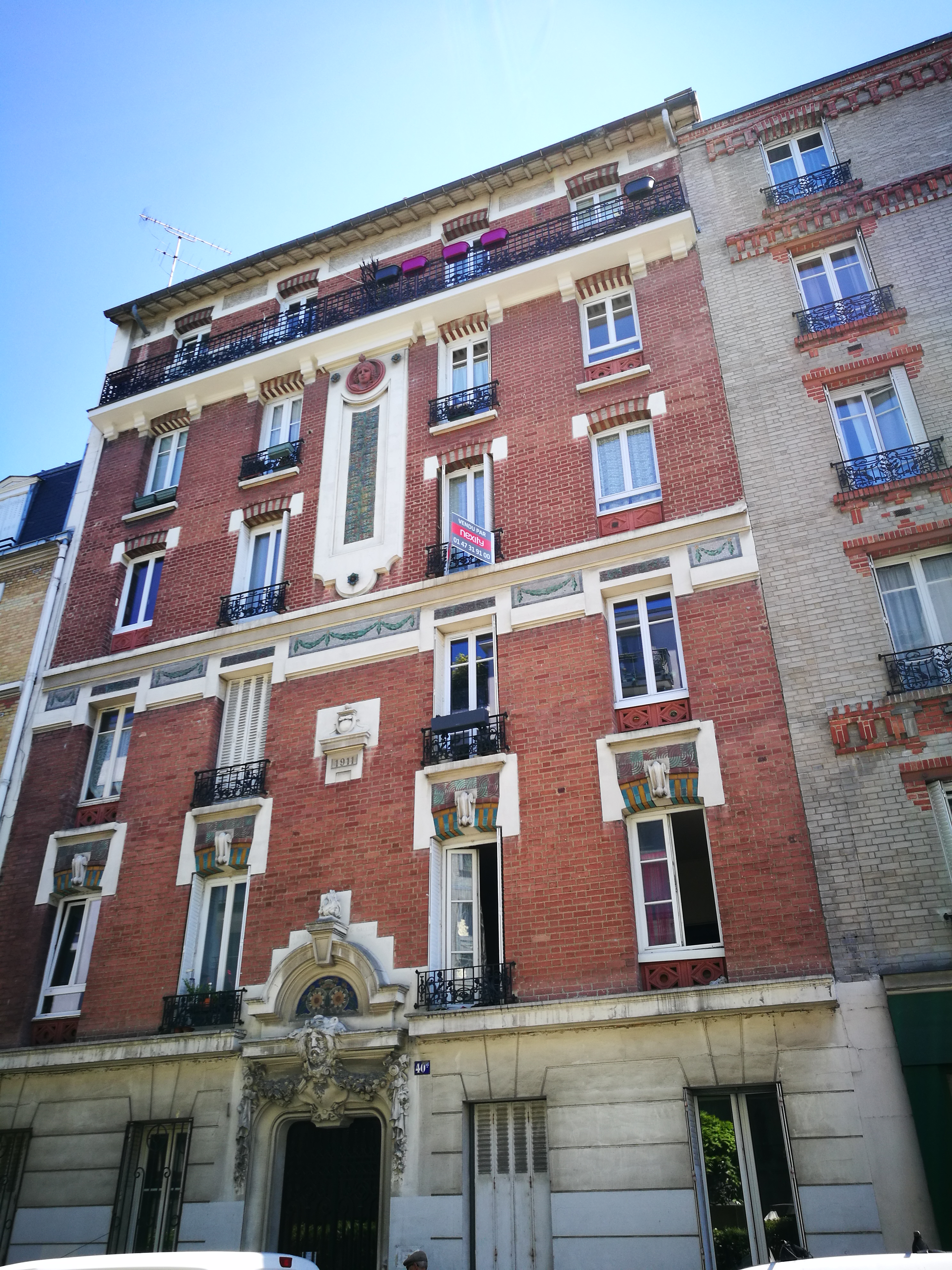
Façade Art nouveau à Clichy.

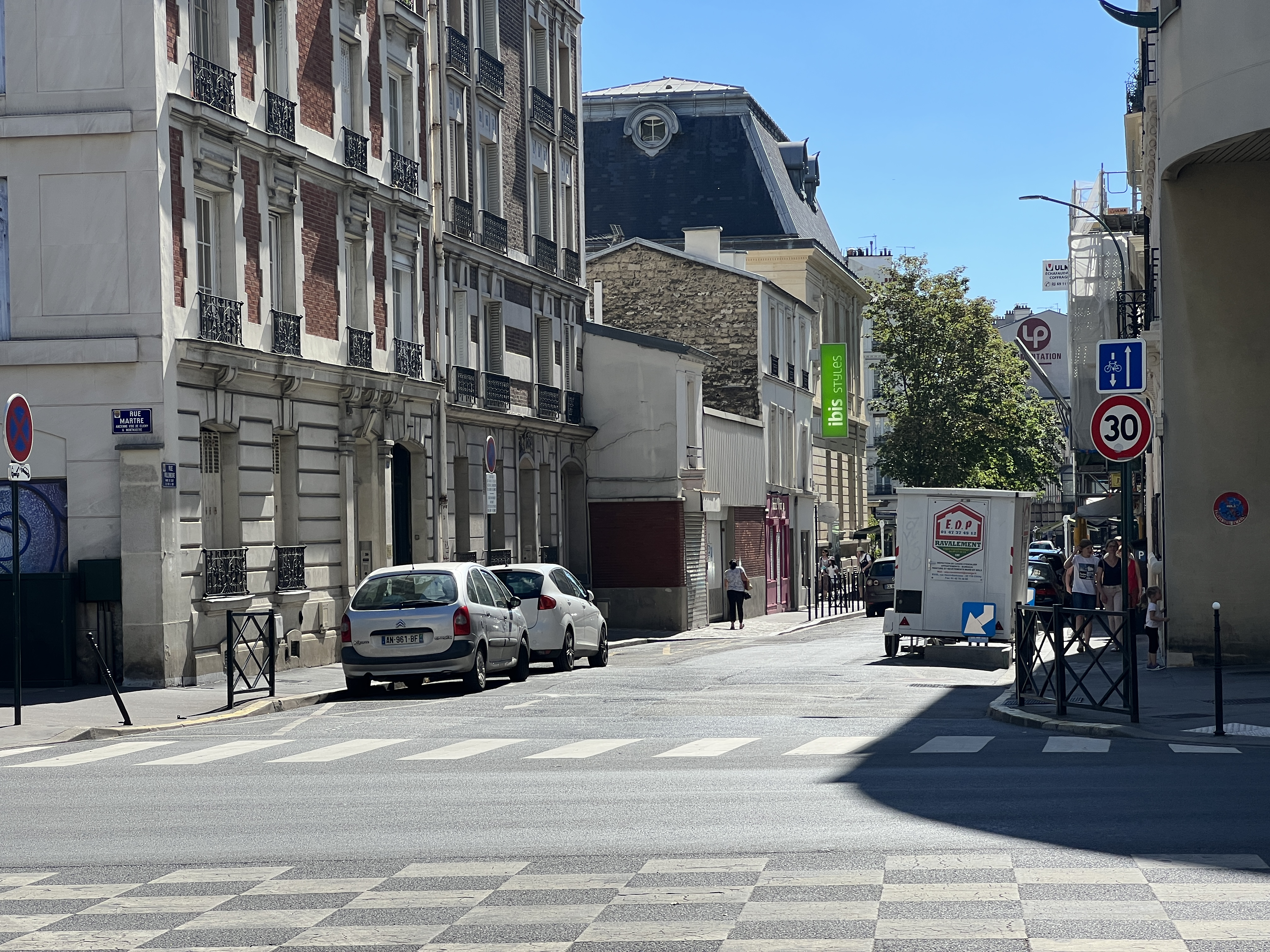
La rue en juillet 2022.

- Au numéro 40 bis, un bâtiment de style Art nouveau, construit en 1911 par l'architecte Gallier et l'entrepreneur J. Varet, et de facture similaire à l'hôtel Jassedé d'Hector Guimard[8]. Cet immeuble est inscrit dans la Base Mérimée sous l'indicatif IA00125191[9].